# Cuius regio, eius religio
Cuius regio, eius religio, auch cuius regio, illius religio (lateinisch für wessen Gebiet, dessen Religion, im damaligen Sprachgebrauch oft wes der Fürst, des der Glaub’), ist eine lateinische Redewendung, die besagt, dass der Herrscher eines Landes berechtigt ist, die Religion und insbesondere auch die Konfession für dessen Bewohner vorzugeben. Sie ist die Kurzform eines im Augsburger Religionsfrieden niedergelegten Rechtsprinzips, das weitgehend bis zum Westfälischen Frieden galt (→ Assekurationsakte). Die lateinische Redewendung wurde vom Greifswalder Rechtsprofessor Joachim Stephani im Jahre 1612 geprägt.

## Ausgangspunkt bis zur Reformation
Seit Entstehung des Staatswesens im Altertum wurde die Staatsgewalt als göttliche Stiftung aufgefasst (→ Gottesgnadentum). So war es einerseits Aufgabe des Staates, den Schutz und die Verbreitung der anerkannten (Staats-)Religion sicherzustellen. Ein Abweichen von der jeweiligen Staatsreligion stellte andererseits die Legitimationsbasis des Staates in Frage. Die Herrscher betrachteten sich deshalb als verpflichtet und berechtigt, die staatlich anerkannte Religion durchzusetzen. Beispiele für diese Verbindung von Staat und Religion lassen sich im Alten Ägypten (gottgleiche Stellung des Königs), antiken Griechenland (Asebie) oder auch im Kaiserkult des Römischen Reiches finden. Seit 380 war das Christentum im Römischen Reich Staatsreligion und diente gleichermaßen als Legitimationsbasis für die weltliche Herrschaft. Im Heiligen Römischen Reich stellte das katholische Christentum bis zu Beginn der Frühen Neuzeit faktisch die Staatsreligion dar. Häresie, also religiöse Abweichungen innerhalb der Kirche, wurde nach dem Kirchenrecht verfolgt. Die obrigkeitliche Sorge und Bewahrung der Staatsreligion waren zum Zeitpunkt der Reformation 1517 der Normalfall und ein anderer Zustand grundsätzlich nicht vorstellbar. Ausnahme war die mehr oder weniger geduldete jüdische Religion.

## Reichskrise durch die Reformation
Im Zuge der Reformation wurden nach 1517 weite Landstriche in West-, Nord- und Mitteleuropa protestantisch. Damit zerbrach die religiöse Einheit des Reiches. Der im Heiligen Römischen Reich regierende Kaiser Karl V., ein Teil der Fürsten und große Teile des fürstlichen Klerus schlossen sich der Reformation nicht an. Auch die Reichstage zwischen 1527 und 1545, die Religionsgespräche zwischen 1540 und 1546, der Schmalkaldische Krieg 1546/47 und das Augsburger Interim 1548 vermochten diese nicht wiederherzustellen. Damit war ein alle gemeinsam verpflichtendes Recht gegen Häresie auf Reichsebene de facto nicht mehr durchsetzbar. Die Regelung (später Cuius regio, eius religio genannt) war die Antwort auf die reichsverfassungsrechtliche Krise, dass die Protestanten trotz religiöser Abweichung nicht von der Herrschaft im Reich ausgeschlossen werden konnten.

## Rechtssatz
Im Zuge der Reformationszeit wurde das Prinzip der obrigkeitlichen Bestimmung der Religion unter der Bezeichnung Ius reformandi (Reformationsrecht) in Deutschland neu gefasst. Mit dem Passauer Vertrag von 1552 und im Augsburger Religionsfrieden von 1555 wurde ein politisches Patt zwischen Kaiser, lutherischen und katholischen Landesherren des Heiligen Römischen Reiches zum Anlass genommen, Verfolgung wegen Häresie gegenüber den Lutheranern zu suspendieren. Die obrigkeitliche Bestimmung und Beaufsichtigung der Religion wurde aber nicht abgeschafft, sondern auf die Ebene der Territorien verlagert. In diesen gab es weiterhin eine obrigkeitlich durchgesetzte Religion. Anerkannt im Sinne des Augsburger Religionsfriedens waren zunächst nur Katholiken und Lutheraner (vgl. § 17). Der Westfälische Friede bezog 1648 dann auch die reformierte Konfession in die Gewährleistung ein.
Dieser Kernaspekt des Ius reformandi wurde 1610 durch den pommerschen Kanonisten Joachim Stephani mit dem Satz “cuius regio, eius religio” popularisiert.
Eng mit dem Rechtssatz Cuius regio, eius religio verbunden war das Ius emigrandi (Recht auszuwandern) in § 24 des Augsburger Religionsfriedens. Hiernach konnten Untertanen, die nicht der Konfession des Landesherrn folgen wollten, in Begleitung ihrer Familie und unter Mitnahme ihres Eigentums auswandern. Die Untertanen hatten somit das Recht, einem erzwungenen Konfessionswechsel auszuweichen. Allerdings konnte diese Auswanderung aus Glaubensgründen nur vollzogen werden, wenn alle herrschaftlichen Verbindlichkeiten abgelöst waren; beispielsweise durch Freikauf aus einer Leibeigenschaft, was den wirtschaftlichen Ruin bedeuten konnte.

## Ausnahmen

### Geistliche Herrschaften
Eine wichtige Ausnahme vom „Cuius-Regio-Prinzip“ bestand in Form des reservatum ecclesiasticum ‚Geistlicher Vorbehalt‘. Er regelte, dass ein römisch-katholischer, geistlicher Herrscher seine Besitzungen und Herrschaftsrechte verlor, wenn er evangelisch wurde. So geschehen, als bspw. der Kölner Erzbischof und Kurfürst Gebhard Truchsess von Waldburg seine Konfession wechselte, um Kurköln in ein weltliches und erbliches Fürstentum zu verwandeln, und damit den Truchsessischen Krieg begann. In einem solchen Fall musste dann das Domkapitel bzw. der Klosterkonvent einen römisch-katholischen Nachfolger wählen. Zum Ausgleich des Nachteils, der den Protestanten durch den Geistlichen Vorbehalt entstand, gab König Ferdinand I. die so genannte Declaratio Ferdinandea ab, durch die die Rechte der landsässigen evangelischen Ritter und Städte in geistlichen Territorien gesichert wurden.
In der Praxis setzte sich der geistliche Vorbehalt aber in Ostdeutschland und im östlichen Norddeutschland nicht durch. Dort gab es vor der Reformation eine ganze Reihe geistlicher Territorien (wie die Hochstifte Bremen, Meißen, Minden, Magdeburg, Lübeck), die alle im 16. Jahrhundert unter die Herrschaft ihrer benachbarten weltlichen Territorien fielen. Nur Bremen und Lübeck bewahrten formal ihren Charakter als „geistliches“, aber lutherisches Territorium bis ins 17./18. Jahrhundert.
Einen Sonderfall stellt das Hochstift Hildesheim dar. Hier kommt die Besonderheit hinzu, dass ein Teil des Territoriums seit 1523 unter welfischer Herrschaft stand und mit diesem lutherisch wurde. Man nennt diesen Teil des Hochstifts Großes Stift. Im Rest-Territorium, dem Kleinen Stift, setzte sich die Reformation auch überwiegend durch, wenn es auch immer eine katholische Minderheit gab, auch aufgrund der geistlichen Stiftungen, die katholisch blieben. Ab 1608 begann hier eine Rekatholisierung, die aber durch den Dreißigjährigen Krieg unterbrochen wurde. Als noch während des Kriegs durch den Goslarer Vertrag das Große Stift wieder an das Hochstift fiel, einigte man sich auf Bewahrung der lutherischen Konfession in diesem Gebiet. Auch hier gab es allerdings immer (und auch weiterhin) eine katholische Minderheit, wobei die Zuordnung der Konfessionen vor dem Krieg oft unklar war. Erst nach dem Westfälischen Frieden setzte sich eine klare Zuordnung der Konfessionen durch. In Teilen des Kleinen Stifts misslang die Rekatholisierung, obwohl der Goslarer Vertrag diese vorgesehen hatte. 1657 waren von 31 Kirchspielen des Kleinen Stifts nur 27 katholisch geworden, und diese Verhältnisse wurden auch später nie wieder geändert. Auch im Kleinen Stift gab es aber seitdem eine katholische Minderheit in den nicht-rekatholisierten Kirchspielen und eine lutherische in den rekatholisierten. So blieb das Hochstift (bzw. dessen Territorium) bis 1945 in ein überwiegend lutherisches Gebiet des (ehem.) Großen Stifts und einiger Kirchspiele des Kleinen Stifts und ein überwiegend katholisches Gebiet im (ehem.) Kleinen Stift geteilt, mit Minderheiten auf beiden Seiten. Das Kleine Stift umfasste auch die Stadt Hildesheim (entspricht dem heutigen Stadtteil Stadtmitte); dieses war aber autonom, der Rat der Stadt war rein lutherisch. Nach dem Krieg waren hier etwa ein Drittel der Bevölkerung katholisch, die Stadt wurde aber vom lutherischen Rat dominiert. Die heutigen übrigen Stadtteile Hildesheims waren seit 1608 katholisch.

### Reichsstädte
In den Reichsstädten bestanden nach der Reformation oft mehrere Konfessionen. Hier entwickelten sich zuerst „Staats“- und Gesellschaftsmodelle, die auf eine obrigkeitlich bestimmte, vom Staat vorgegebene Einheitsreligion verzichten konnten. Es gab Städte, in denen bis zu vier „Religionen“ offiziell nebeneinander existierten, etwa Frankfurt am Main: Römisch-katholisch, lutherisch, reformiert und jüdisch. In der praktischen Umsetzung zählte dazu oft ein konfessionsgebundener Proporz in den städtischen Gremien und manchmal auch Simultankirchen wie in den süddeutschen Paritätischen Reichsstädten.

### Kleve-Jülich-Berg
In den in Personalunion verbundenen Herzogtümern Kleve, Jülich und Berg verzichtete der Landesherr von Anfang an darauf, seinen Untertanen ihre Konfession vorzuschreiben. In der Folge setzte sich in den rechtsrheinischen Teilen der Herrschaft weitgehend der evangelische, linksrheinisch der katholische Glaube durch. Es blieben aber Minderheiten der jeweils anderen Konfession auf beiden Seiten.

### Osnabrück
Recht kompliziert war die Situation im Hochstift Osnabrück: Während des 16. Jahrhunderts gab es hier keine eindeutig zugeordneten konfessionellen Verhältnisse. In vielen Pfarreien wurden katholische und lutherische Vorstellungen gemischt. Erst im 17. Jahrhundert erfolgte überall ein klares Bekenntnis zu einer Konfession. Im Westfälischen Frieden 1648 wurde dann jedem Kirchspiel eine Konfession zugewiesen, wobei das Bekenntnis des Pfarrers, der 1624 (→Normaljahr) im Kirchspiel tätig war, maßgeblich wurde. So wurden 27 Kirchspiele als katholisch definiert, 19 als lutherisch; sieben Kirchspiele wurden als gemischt-konfessionell definiert. In diesen Fällen waren die örtlichen Kirchen dann meistens Simultankirchen. Die in der „Immerwährenden Kapitulation“ (Capitulatio Perpetua Osnabrugensis) 1650 festgelegten Regelungen zur freien Religionsausübung der beiden Konfessionen behielten ihre Gültigkeit bis 1802. Das Hochstift Osnabrück war somit eines der wenigen Territorien des Alten Reiches ohne einheitliche konfessionale Festlegung. Sogar der Landesherr selbst, der Fürstbischof von Osnabrück, wurde abwechselnd von Katholiken und Lutheranern gestellt.

### Schlesien
Schlesien war im Westfälischen Friedensvertrag explizit von der obigen Regel ausgenommen worden. Es blieb weitgehend den einzelnen Untertanen überlassen, welcher Konfession sie angehören wollten. Dennoch versuchte die seit 1526 habsburgische Herrschaft, den Katholizismus zu verbreiten. So lange sie regierten, gab es nur relativ wenige evangelischen Kirchen im Land. In der Gft. Glatz, die damals noch zu Böhmen gehörte, setzten sie den Katholizismus ganz durch. Erst nach der preußischen Eroberung in den 1740er Jahren wurden die Evangelischen gleichberechtigt, nun stiegen sie sogar schnell zur führenden Konfession auf. Insgesamt setzte sich der Katholizismus in Oberschlesien durch, während in Niederschlesien (außer der Gft. Glatz, die in den 1740er Jahren an Schlesien angeschlossen wurde) die Mehrheit der Bevölkerung evangelisch war und blieb, im 19. und 20. Jahrhundert wohl ca. 55–60 %. Die vorherrschende Konfession der Evangelischen war das Luthertum, wobei diese 1817 mit der hier winzigen calvinistischen Minderheit in der altpreußischen Kirchenunion verbunden wurde. 1815 wurden Teile der Lausitz, die rein lutherisch waren, mit Schlesien in einer Provinz verbunden, darunter auch die einzigen Teile dieser Provinz, die auch heute noch zu Deutschland gehören.
1945 wurde Schlesien Teil Polens und in den folgenden Jahren fast die gesamte niederschlesische Bevölkerung nach Deutschland vertrieben. In Oberschlesien blieb etwa die Hälfte der Bevölkerung. Polen und Ukrainer strömten stattdessen ins Land. In der Folge sind evangelische Christen, die heute zur Evangelischen Kirche Augsburger Konfession gehören, heute nur noch eine winzige Minderheit in ganz Schlesien. Die überwiegende Mehrheit der Bevölkerung besteht aus polnischsprachigen Katholiken.

### Südwesten
Die konfessionellen Verhältnisse des 16./17. Jahrhundert wurden in der Regel bis ins 20. Jh. bewahrt. Bis dahin waren Gebiete, die damals katholisch waren, immer noch mehrheitlich katholisch, evangelische Gebiete immer noch mehrheitlich evangelisch. Eine Ausnahme von dieser Regel entstand im Südwesten: Die Gebiete, die im Pfälzischen Erbfolgekrieg kurzzeitig von Frankreich annektiert waren, erlebten allerdings eine Rekatholisierung. Seit dieser Zeit gab es in allen diesen Gebieten, soweit sie vorher evangelisch waren, eine bedeutende katholische Minderheit.

### Pfalz-Sulzbach
Seit 1656 galt auch in Pfalz-Sulzbach konfessionelle Toleranz. Im größten Teil seines Territoriums setzte sich allerdings der katholische Glaube durch. Nur neun Gemeinden im Grenzbereich zu Mittelfranken sind bis heute überwiegend evangelisch.

### Kondominien
Gezwungenermaßen herrschte konfessionelle Toleranz auch in denjenigen Kondominien, deren Herrscher verschiedenen Konfessionen angehörten. Sie lagen vor allem in Südwestdeutschland (Rheinland-Pfalz, Saarland, Baden-Württemberg, Franken), in denen die territoriale Verteilung insgesamt sehr kleinteilig war.

## Bewertung und Wirkung
Das Cuius-Regio-Prinzip bedeutet die grundsätzliche rechtliche Anerkennung, dass ein Konfessionswechsel – wenn zunächst auch nur für Landesherren und nur für einzelne Konfessionen – möglich und rechtmäßig war. Der religiöse Frieden wurde nach Auseinanderbrechen der konfessionellen Einheit im Zuge der Reformation zunächst vorübergehend und im Westfälischen Frieden endgültig hergestellt. Die Wahrheitsfrage wurde auf Reichsebene suspendiert und es wurde auf Verfahren abgestellt, mit denen die beiden Konfessionen miteinander umgehen konnten, wie etwa die itio in partes. Hierdurch war auf Reichsebene eine erste Säkularisation der Staatsgewalt erreicht und damit eine Voraussetzung für den modernen, freiheitlichen Staat in seinen Anfängen entwickelt.
Neben dieser staatsrechtlichen Wirkung hatte das Prinzip auch eine Ausstrahlung auf die individualrechtliche Sphäre: Das ius emigrandi gab dem Einzelnen erstmals in Religionsangelegenheiten einen individuellen Freiheitsbereich, wenngleich die Ausübung durch hohe materielle Pflichten erschwert wurde. Es stellt damit eine Vorform der heutigen Religions- bzw. Gewissensfreiheit dar. In den einzelnen Reichsteilen wurde im Laufe des 18./19. Jahrhunderts die Möglichkeit, mehrere Konfessionen in einem Staat zu tolerieren, durch politische Zwänge und die im 18. Jahrhundert wirkende Aufklärung möglich. Diese Entwicklung führte schließlich in den Verfassungen des 19. Jahrhunderts zum individuellen Recht auf Religionsfreiheit.

## Außerhalb des Heiligen Römischen Reiches

### Frankreich
In Frankreich war ein Nebeneinander der Konfessionen nur zeitweise im 16. und 17. Jahrhundert möglich. Mit dem Übergreifen der Reformation nach Frankreich entstanden schwere Spannungen im Staat, die erst mit dem Edikt von Nantes im Jahre 1598 gelöst wurden. Das Edikt wurde von Heinrich IV. erlassen, der selbst nach seiner Thronbesteigung vom Protestantismus zum Katholizismus konvertiert war. Es garantierte den calvinistischen Protestanten (Hugenotten) im katholischen Frankreich religiöse Toleranz und volle Bürgerrechte, fixierte andererseits aber den Katholizismus als Staatsreligion.
Der „Sonnenkönig“ Ludwig XIV. beendete jedoch 1685 durch sein Edikt von Fontainebleau diese religiöse Toleranz, getreu der Formel: « un roi, une loi, une foi » (deutsch: „Ein König, ein Gesetz, ein Glaube“).

### Großbritannien
In Großbritannien sind nach wie vor staatsrechtliche Relikte des Grundsatzes cuius regio, eius religio in Geltung. Konfessionsbestimmender Souverän ist hier der Monarch in Verbindung mit dem Parlament (King-in-parliament). Im Rahmen seines Rechtes über die Thronfolge bestimmen zu können, schließt es nach wie vor durch die Bill of Rights und den Act of Settlement Personen von der Thronfolge aus, die der katholischen Kirche angehören oder angehört haben. Diese Einschränkungen gelten nicht automatisch für deren Nachkommen oder wenn der Gatte während einer bestehenden Ehe konvertiert. Die Glaubensfreiheit der Untertanen war für Katholiken und radikale Protestanten (Dissenters) nicht immer gewährleistet, wurde jedoch seit dem 18. Jahrhundert gewährt.

### Andere Teile Europas
In vielen anderen europäischen Königreichen ist zwar ebenfalls die Konfession des Staatsoberhaupts verfassungsrechtlich vorgeschrieben, so in den Niederlanden (calvinistisch), Schweden (lutherisch) und Spanien (katholisch), es wurde aber früher oder später religiöse Toleranz gewährt. Im niederländischen Staat war dies von Anfang an der Fall, in Spanien dagegen erst sehr spät (1978).